# Eclysippe trilobata
Eclysippe trilobata är en ringmaskart som först beskrevs av Hartman 1969.  Eclysippe trilobata ingår i släktet Eclysippe och familjen Ampharetidae. Inga underarter finns listade i Catalogue of Life.